# 훈야노 요시토모
훈야노 요시토모(文屋善友, ふんや の よしとも, 생몰년 미상)는 일본 헤이안 시대(平安時代)의 관인이다. 노토노카미(能登守)를 지낸 훈야노 요시오(文室能雄)의 아들이다. 가즈사노다이죠(上総大掾)를 거쳐 쓰시마노카미(対馬守)를 지냈고, 간표 연간에 쓰시마를 공격한 신라구를 격퇴하였다.

## 약력
간교(元慶) 7년(883년)에 가즈사국(上総国)에서 벌어진 후슈(俘囚)들의 반란을 당시 가즈사노다이죠(上総大掾)로써 여러 군(郡)의 쓰와모노(兵) 1천을 거느리고 진압하였다(간교의 난).
이 무렵 일본 서해에서는 신라해적들이 출몰해 변경인 쓰시마(対馬) 및 규슈(九州) 북부 해안을 돌며 견면 세공선을 약탈하거나 상륙해 일본 조정군과 교전을 벌이는 일도 자주 벌어지고 있었다. 조간(貞観) 15년(873년)에 쓰시마노카미로 부임한 오노노 하루카제(小野春風)가 중앙 조정에 신라 해적을 막기 위한 물자로 식료 1000매 ・ 호료(保呂, 피박) 1000벌을 신청하였다. 간표(寛平) 5년(893년)에도 신라 해적이 규슈 북부에 출몰해 민가를 불사르는 사건이 벌어졌고, 이듬해 4월에도 신라 해적이 45척의 선단을 거느리고 쓰시마를 습격하였다.
당시 쓰시마노카미로 부임해 있던 훈야노 요시토모는 우선 젠시(前司) 다무라노 다카요시(田村高良)에게 부대를 정비하게 하고, 쓰시마 고쿠분지(対馬嶋分寺)의 상좌(上座) 멘균(面均)와 가미아가타 군(上県郡)의 부대령(副大領) 시모이마누시(下今主)를 압령사(押領使)로 해서 병사 1백 명을 다섯 명씩 20개 조로 나누고, 도요마루노 하루타케(豊円春竹)에게 약한 병사 40명을 주어 적을 유인하게 한 뒤, 쇠뇌 일제 사격을 명했다. 화살이 비 오듯이 쏟아지는 가운데 도주하는 적들을 추격해 대장(大将) 3인과 부장(副将) 11인을 포함해 302명의 적을 사살하였다. 또한 배 11척과 갑옷, 호로, 은으로 만든 타치(太刀) 및 타치 50자루, 창 1천 자루, 활 110장, 야나구이(弓胡, 화살통) 110개, 세우는 방패 312개 등 많은 무개를 노획하고 현춘이라는 이름의 신라구 한 명을 생포했다. 현춘은 「기근으로 왕성이 불안하니 먹을 것과 견면을 약탈하라는 왕의 명을 받고 배 1백 척에 2,500명의 병사를 실어 각지에 보냈다」고, 쓰시마를 습격한 45척의 배도 그 일부 부대라고 진술했으며, 또한 본거지에는 장군이 세 명이 있는데 세 명 가운데 한 명은 당인(唐人)으로 강대한 사람이라고 현춘은 진술했다.
당시 일본은 율령제에 기초해 유지되던 국가군제가 서서히 막바지에 다다르던 시기로, 일본 조정군이 쇠뇌를 사용한 것은 에미시(蝦夷) 이외에는 사용한 사례가 극히 드문 사례로 꼽힌다.
승전 소식은 다자이후(大宰府)의 비역(飛駅)을 통해 9월 19일 교토로 전해졌다.

## 참고 문헌
- 《일본삼대실록》
- 《부상략기》

## 같이 보기
- 신라구